# Sinister Six
Sinister Six är en grupp superskurkar som förekommer i Marvels universum och är en samling av Spider-Mans fiender.

## Grupperingar
- Originalversionen av Sinister Six förekom i serietidningarna, vars ledare och organisatör var Doktor Octopus. Medlemmar var Doktor Octopus själv, Mysterio, Electro, Kraven the Hunter, Sandman och Vulture. De dök upp för första gången i The Amazing Spider-Man Annual #1 (1964). Efter att Kraven begått självmord tog Hobgoblin över hans plats i gruppen under återföreningen. I den tredje föreningen blir Sandman ersatt av Gog på grund av en konflikt mellan honom och Doktor Octopus. Hobgoblin bildade så småningom en egen grupp som han kallade Hobgoblins Sinister Seven, som inkluderade han själv, Mysterio, Electro, Vulture, Beetle, Scorpia och Shocker. Efter det dök Sandmans Sinister Six upp med Sandman, Electro, Vulture, Kraven the Hunter (Alyosha Kravinoff), Mysterio (Daniel Berkhart) och Venom. Med Green Goblin och Venom (Mac Gargan) i spetsen skapade de tillsammans Green Goblins and Venoms Sinister Twelve tillsammans med Vulture, Chameleon, Lizard, Sandman, Electro, Hydro-Man, Hammerhead, Shocker, Tombstone och Boomerang. Efter det dök den så kallade Civil War's Sinister Six upp med medlemmarna Doktor Octopus, Vulture, Shocker, Lizard, Trapster och Grim Reaper. Den sista liknande gruppen som dök upp i serietidningarna kallades "Big Time", som inkluderade Doktor Octopus, Mysterio, Electro, Sandman, Chameleon och Rhino.

- I 1994 års TV-serie förenas de av Kingpin i avsnittet "The Insidious Six" och inkluderade Doktor Octopus, Mysterio, Shocker, Chameleon, Rhino och Scorpion. När de återförenas i avsnittet "Six Forgotten Warriors, Del 1" hade Mysterio omkommit i en explosion och ersätts då av Vulture. I den här TV-serien kallas de istället för Insidious Six på grund av den tunga censuren på den tiden. Skaparna ansåg att ordet "sinister" förknippades med grymhet och därav inte var anpassande till en TV-serie för en ung publik.

- I TV-serien The Spectacular Spider-Man från 2008 var det Doktor Octopus, Sandman, Shocker, Vulture, Rhino och Electro som bildade gruppen efter att ha rymt från fängelset i avsnittet "Group Therapy." Precis som i originalversionen var det Doktor Octopus som var ledare. I "Reinforcement" så gick gruppen ihop igen med de nya medlemmarna Kraven the Hunter och Mysterio som ersatte Doktor Octopus och Shocker. Octopus hade återgått till sitt normala tillstånd och Shocker gick tillbaka till The Enforcers.

## TV-spel
- I NES-spelet Spider-Man: Return of the Sinister Six, hade de sin sekundära gruppering; Doktor Octopus, Sandman, Hobgoblin, Electro, Vulture och Mysterio.

- I Spider-Man 2: The Sinister Six, bestod de av Doktor Octopus, Mysterio, Sandman, Vulture, Scorpion och Kraven the Hunter.

- Spider-Man: Friend or Foe innehöll en grupp som kontrollerades av Mysterio, som inkluderade Green Goblin, Scorpion, Doktor Octopus, Rhino, Venom och Sandman.